# Cyclopogon
Cyclopogon – rodzaj epifitycznych i litofitycznych roślin z rodziny storczykowatych (Orchidaceae). Rośliny te występują w krajach Ameryki Północnej i Ameryki Południowej: w Meksyku, amerykańskim stanie Floryda, Brazylii, Belize, Kostaryce, Salwadorze, Gwatemali, Hondurasie, Nikaragui, Panamie, Gujanie, Gujanie Francuskiej, Surinamie, Wenezueli, w północnej części Argentyny, w Paragwaju, Urugwaju, Boliwii, Kolumbii, Ekwadorze (w tym na Wyspach Galapagos), Peru oraz na wyspach Karaibów. Rośliny z tego rodzaju rosną na wysokościach do 3000 m n.p.m. w bardzo różnych środowiskach, w wilgotnych lasach tropikalnych, mokradłach, sawannach i innych terenach trawiastych oraz kamienistych.

## Morfologia
LiścieOd jednego do kilku, tworzą rozetę, u niektórych gatunków zrzucane są w okresie kwitnienia. Blaszka kształtu eliptycznego do lancetowatego.
KwiatyZebrane w kwiatostan jedno-, kilku- lub wielokwiatowy. Kwiaty pachnące, zielone do białych, czasami z plamkami w innych kolorach. Warżka biała z zielonymi, brązowymi lub czerwonymi plamkami. Pyłkowiny dwie.

## Systematyka
Rodzaj zaliczany do plemienia Cranichideae z podrodziny storczykowych (Orchidoideae) w rodzinie storczykowatych (Orchidaceae), rząd szparagowce (Asparagales) w obrębie roślin jednoliściennych.
Wykaz gatunków
- Cyclopogon adhaesus Szlach.
- Cyclopogon alexandrae (Kraenzl.) Schltr.
- Cyclopogon antioquiensis Szlach. & Kolan.
- Cyclopogon apricus (Lindl.) Schltr.
- Cyclopogon argyrifolius (Barb.Rodr.) Barb.Rodr.
- Cyclopogon argyrotaenius Schltr.
- Cyclopogon bangii (Rolfe ex Rusby) Schltr.
- Cyclopogon bicolor (Ker Gawl.) Schltr.
- Cyclopogon calophyllus (Barb.Rodr.) Barb.Rodr.
- Cyclopogon camara-lereti Szlach. & Kolan.
- Cyclopogon carinianus Pansarin
- Cyclopogon casanaensis Schltr.
- Cyclopogon cearensis Barb.Rodr.
- Cyclopogon chloroleucus Barb.Rodr.
- Cyclopogon cochabambae (Szlach.) J.M.H.Shaw
- Cyclopogon comosus (Rchb.f.) Burns-Bal. & E.W.Greenw.
- Cyclopogon condoranus Dodson
- Cyclopogon congestus (Vell.) Hoehne
- Cyclopogon cotylolabium (Szlach.) Carnevali & G.A.Romero
- Cyclopogon cranichoides (Griseb.) Schltr.
- Cyclopogon deminkiorum Burns-Bal. & M.S.Foster
- Cyclopogon draculoides (Szlach.) J.M.H.Shaw
- Cyclopogon dressleri Szlach.
- Cyclopogon dusenii Schltr.
- Cyclopogon dutrae Schltr.
- Cyclopogon elatus (Sw.) Schltr.
- Cyclopogon eldorado (Linden & Rchb.f.) Schltr.
- Cyclopogon elegans Hoehne
- Cyclopogon ellipticus (Garay) Dodson
- Cyclopogon epiphyticus (Dodson) Dodson
- Cyclopogon estradae Dodson
- Cyclopogon eugenii (Rchb.f. & Warm.) Schltr.
- Cyclopogon furculus (Szlach.) J.M.H.Shaw
- Cyclopogon fuscofloralis (Szlach.) Carnevali & G.A.Romero
- Cyclopogon garayanus (Szlach.) J.M.H.Shaw
- Cyclopogon gardneri Mytnik, Szlach. & Rutk.
- Cyclopogon goodyeroides (Schltr.) Schltr.
- Cyclopogon gracilis Schltr.
- Cyclopogon graciliscapus Schltr.
- Cyclopogon hatschbachii Schltr.
- Cyclopogon hennisianus (Sandt) Szlach.
- Cyclopogon hirtzii Dodson
- Cyclopogon iguapensis Schltr.
- Cyclopogon inaequilaterus (Poepp. & Endl.) Schltr.
- Cyclopogon itatiaiensis (Kraenzl.) Hoehne
- Cyclopogon laxiflorus Ekman & Mansf.
- Cyclopogon lindleyanus (Link, Klotzsch & Otto) Schltr.
- Cyclopogon longibracteatus (Barb.Rodr.) Schltr.
- Cyclopogon luerorum Dodson
- Cyclopogon lunulatus (Szlach.) J.M.H.Shaw
- Cyclopogon luteoalbus (A.Rich. & Galeotti) Schltr.
- Cyclopogon macer Schltr.
- Cyclopogon macrobracteatus J.M.H.Shaw
- Cyclopogon maderoi Schltr.
- Cyclopogon maldonadoanus Dodson
- Cyclopogon millei (Schltr.) Schltr.
- Cyclopogon miradorensis Schltr.
- Cyclopogon multiflorus Schltr.
- Cyclopogon neglectus Szlach., S.Nowak & Baranow
- Cyclopogon odileanus (Szlach.) J.M.H.Shaw
- Cyclopogon oliganthus (Hoehne) Hoehne & Schltr.
- Cyclopogon olivaceus (Rolfe) Schltr.
- Cyclopogon organensis (Pabst) Szlach. & Rutk.
- Cyclopogon ovalifolius C.Presl
- Cyclopogon paludosus (Cogn.) Schltr.
- Cyclopogon papilio Szlach.
- Cyclopogon pedicellatus (Szlach.) J.M.H.Shaw
- Cyclopogon pelagalloanus Dodson
- Cyclopogon peruvianus (C.Presl) Schltr.
- Cyclopogon plantagineus Schltr.
- Cyclopogon prasophylloides (Garay) Szlach.
- Cyclopogon prasophyllus (Rchb.f.) Schltr.
- Cyclopogon pringlei (S.Watson) Soto Arenas
- Cyclopogon proboscideus Szlach.
- Cyclopogon pululahuanus Dodson
- Cyclopogon rimbachii Schltr.
- Cyclopogon saccatus (A.Rich. & Galeotti) Schltr.
- Cyclopogon secundum Christenson
- Cyclopogon sillarensis Dodson & R.Vásquez
- Cyclopogon soniae-juaniorum Zambrano
- Cyclopogon spiranthoides Schltr.
- Cyclopogon stenoglossus Pabst
- Cyclopogon subalpestris Schltr.
- Cyclopogon tandapianus Dodson
- Cyclopogon taquaremboensis (Barb.Rodr.) Schltr.
- Cyclopogon torusus Mytnik, Szlach. & Rutk.
- Cyclopogon trifasciatus Schltr.
- Cyclopogon truncatus (Lindl.) Schltr.
- Cyclopogon variegatus Barb.Rodr.
- Cyclopogon venustus (Barb.Rodr.) Schltr.
- Cyclopogon vittatus Dutra ex Pabst
- Cyclopogon warmingii (Rchb.f.) Schltr.
- Cyclopogon werffii Dodson
- Cyclopogon williamsii Dodson & R.Vásquez